# ويليام روبسون (كاتب)
كان ويليام روبسون (1785 / 6–1863) مؤلفًا ومترجمًا بريطانيًا. 

## حياته
تلقى روبسون تعليمه في تشيرتسي ، في مدرسة يديرها جون هاريس ويكس. ذهب إلى تعليم نفسه. وحول عام 1813 شكل صداقة وثيقة مع الناشر جون تايلور . من خلال تايلور كان على هامش المجموعة المنتجة لمجلة لندن من 1820 إلى 1829 ، مع جيمس أوغسطس هيسي وتشارلز لامب وجون هاميلتون رينولدز . 
كانت مهنة روبسون الأولى هي مدير مدرسة. كان مديرًا لأكاديمية Chingford Lodge في إدمونتون ، لندن من عام 1835، لكنه تعرض لخسائر مالية. 
في تلك المرحلة، أي بعد سن الخمسين ، ركز روبسون بعد ذلك على الكتابة. في وقت لاحق من حياته ، وقع في الفقر. وتوفي في 17 نوفمبر 1863. 
كتب ويليام روبسون: 
- المسيرة أو ملذات الجمعيات الأدبية 1837.
- The Old Playgoer ، 1846 ، لندن ، رسائل تصف المرحلة البريطانية في بداية القرن التاسع عشر.
- جون رايلتون ، أو اقرأ وفكر ، 1854.
- حياة الكاردينال ريشيليو 1854.
- الحصار العظيم للتاريخ .

كما ترجم روبسون الأعمال الفرنسية ، بما في ذلك: تاريخ الحروب الصليبية لجوزيف فرانسوا ميشود ، 1852؛ الفرسان الثلاثة الكسندر دوماس ، 1853 ؛ وبلزاك بالتازار 1859. 